# Hidasnémeti
Hidasnémeti község Borsod-Abaúj-Zemplén vármegyében, a Gönci járásban.

## Fekvése
A Hernád völgyében fekszik, a folyó jobb parti oldalán, a szlovák határ közvetlen közelében, a megyeszékhely Miskolctól körülbelül 60 kilométerre északkeletre.
A közvetlenül határos települések: észak felől Tornyosnémeti (3 kilométerre), délkelet felől Gönc (5 kilométerre), délnyugat felől Hernádszurdok (2 kilométerre), nyugat felől pedig Hernádpetri (légvonalban 5, közúton több mint 15 kilométerre). Északnyugat felől a már Szlovákiához tartozó Felsőlánc (Vyšný Lánec), Hím (Chym) és Perény (Perín) településekkel határos.

### Megközelítése
Két legfontosabb közúti megközelítési útvonala a 3-as főút – mely keresztülhalad a központján is – és az M30-as autópálya – mely pár száz méterrel elkerüli a lakott területeit, északnyugati irányból. [A 3-as főút itteni szakasza egy időben mellékútként számozódott, s mint ilyen, a 3050-es útszámot viselte.] Gönccel, illetve azon keresztül Telkibányával és Pálházával a 3708-as út köti össze.
A hazai vasútvonalak közül a Felsőzsolca–Hidasnémeti-vasútvonal és a Szerencs–Hidasnémeti-vasútvonal, valamint a nemzetközi Kassa–Hidasnémeti-vasútvonal érinti, melyeknek egy közös állomásuk van itt. Hidasnémeti vasútállomás a belterület északi részén helyezkedik el – létesítményeinek egy kis részével már Tornyosnémeti területére átnyúlva –, közúti elérését a 3-as főútból kiágazó 26 322-es számú mellékút (Vasút utca) biztosítja. A vasútnak ez az országhatár átlépése előtti utolsó magyarországi állomása.

## Története
Német(i) (Alnémeti) Árpád-kori település. A honfoglalás után az Aba nemzetségé volt. Nevét az ismert okleveles források közül a Váradi regestrum említette először, 1219-ben, Olnemet formában. A település feltehetőleg a 12. században jött létre, kilenc másik környékbeli faluval együtt német telepesek alapították.
A 13. században a Hernád mentén 3 Németi nevű falu is létezett: Al-, Fel- és Középnémet nevű telepesfalu állt a környéken, ezek egyike, Alnémeti egyike volt annak a 10 királynéi német telepesfalunak, amelyeket a vizsolyi ispánság fogott össze.
A három említett, Németi nevű települést még a király adta Menne dajkának, a szász István fia Mihály feleségének, aki IV. Lászlót és testvérét Máriát szoptatta.
1299-ben Mihály ispán és fia István, valamint György budai polgár a 3 Németi falun megosztozott; Fel- és Középnémeti keleti fele Mihályéké, nyugati fele Györgyé lett. Alnémetit pedig az új telepesek jövetele miatt közösen használták.
A 16. századig Alnémeti néven szerepel, ekkortól kezdik Hidasnémeti néven említeni, utalva a Hernád folyón átívelő hídra, ami fontos vámszedő hely volt. Ebből a faluból származik a Ferdinandy család, pl: Ferdinandy György 21. századi író, Ferdinandy Gyula és Ferdinandy Gejza is.
Fényes Elek Magyarország geographiai szótára (1851) szerint: Hidas-Németi, magyar falu, Abauj vgyében, a Hernád jobb partján, Kassához délre 3 mfdnyire, 400 rom. kath., 21 g. kath., 4 evang., 83 ref., 69 zsidó lak. Van itt postahivatal, több korcsma, híd- és vám-szedés a Hernád vizén. A Kassáról jövő országut itt kétfelé válik, s egyik Pestnek, másik a Hegyaljának tart. F. u. Szentimrey, Lánczy, Fáy, Ferdinandi, Kornis, Bónis stb. családok.

## Közélete

### Polgármesterei
- 1990–1994: Makó István (független)[3]
- 1994–1998: Becse Csaba (független)[4]
- 1998–2002: Becse Csaba (független)[5]
- 2002–2006: Becse Csaba (független)[6]
- 2006–2010: Becse Csaba (független)[7]
- 2010–2014: Becse Csaba (független)[8]
- 2014–2019: Becse Csaba (független)[9]
- 2019–2024: Becse Csaba (független)[10]
- 2024– : Becse Csaba (független)[1]

## Népesség
A település népességének változása:
| Lakosok száma | 1134 | 1159 | 1165 | 1089 | 1036 | 1017 | 1000 |
|               | 2013 | 2014 | 2015 | 2021 | 2022 | 2023 | 2024 |

2001-ben a település lakosságának 98%-a magyar, 2%-a cigány nemzetiségűnek vallotta magát.
A 2011-es népszámlálás során a lakosok 83,6%-a magyarnak, 12,4% cigánynak, 4,8% szlováknak mondta magát (16,1% nem válaszolt; a kettős identitások miatt a végösszeg nagyobb lehet 100%-nál). A vallási megoszlás a következő volt: római katolikus 39,2%, református 24%, görögkatolikus 7,8%, felekezeten kívüli 4,8% (24,1% nem válaszolt).
2022-ben a lakosság 81,4%-a vallotta magát magyarnak, 20,3% szlováknak, 17,1% cigánynak, 0,2% németnek, 0,1% ruszinnak, 1,3% egyéb, nem hazai nemzetiségűnek (5% nem nyilatkozott; a kettős identitások miatt a végösszeg nagyobb lehet 100%-nál). Vallásuk szerint 36,6% volt római katolikus, 17% református, 4,3% görög katolikus, 0,7% egyéb keresztény, 1% evangélikus, 13% felekezeten kívüli (26,6% nem válaszolt).

## Sportélete
A Hidasnémeti Vasutas Sport Clubot (Hidasnémeti VSC, HVSC) 1949-ben alapították.